# Spisula raveneli
Spisula raveneli är en musselart som först beskrevs av Conrad 1831.  Spisula raveneli ingår i släktet Spisula och familjen Mactridae. Inga underarter finns listade i Catalogue of Life.

Höger klaff
Vänster klaff